# مهاجرت اجباری در اتحاد جماهیر شوروی
مهاجرت اجباری در اتحاد جماهیر شوروی را می‌توان به زیر دسته‌های کلی زیر تقسیم کرد:
- تبعید جمعیت «ضد باورهای حکومت شوروی» که اغلب به عنوان «دشمنان کارگران» طبقه‌بندی می‌شدند.
- تبعید تمامی یک ملیت، انتقال نیروی کار و مهاجرت سازمان یافته در جهت مخالف برای پر کردن مناطقی که از لحاظ قومی پاکسازی شده‌اند.

در اکثر موارد مقاصد تبعید، مناطق دور دست کم جمعیت بودند. این شامل تبعید شهروندان کشورهای خارج از اتحاد جماهیر شوروی به درون شوروی می‌شود. برآورد شده‌است که در مجموع حدود ۶ میلیون نفر تحت تأثیر این جابجایی‌های اجباری قرار گرفتند که از این میان ۱ تا ۱٫۵ میلیون نفر آنها در این جابجایی جان خود را از دست دادند. یکی از مهم ترین مهاجرت های اجباری در شوروی، اجبار مهاجرت  فارسی زبانان از شهر مرو ترکمنستان به ایران و افغانستان که تاثیرات فرهنگی زیادی بر فارسی زبانان گذاشتدند